# Carpelimus salicola
Carpelimus salicola är en skalbaggsart som först beskrevs av Thomas Casey 1895.  Carpelimus salicola ingår i släktet Carpelimus och familjen kortvingar. Inga underarter finns listade i Catalogue of Life.